# Terebella panamena
Terebella panamena är en ringmaskart som beskrevs av Chamberlin 1919. Terebella panamena ingår i släktet Terebella och familjen Terebellidae. Inga underarter finns listade i Catalogue of Life.